# فرانك كروغ
فرانك كروغ (بالنرويجية البوكمول: Frank Krog)‏ هو كاتب سيناريو وممثل نرويجي، ولد في 5 أكتوبر 1954، وتوفي في 23 ديسمبر 2008.

## وصلات خارجية
- فرانك كروغ على موقع IMDb (الإنجليزية)
- فرانك كروغ على موقع أول موفي (الإنجليزية)
- فرانك كروغ على موقع قاعدة بيانات الأفلام السويدية (السويدية)
- فرانك كروغ على موقع قاعدة بيانات الفيلم (الإنجليزية)